# Enriqueta Tarrés i Rabassa
Enriqueta Tarrés i Rabassa   (Barcelona, 17 de març de 1934 - Barcelona, 18 de novembre de 2024) va ser una soprano catalana.

## Biografia
Va començar els seus estudis musicals el 1946 al Conservatori Municipal de Barcelona amb Concepció Callao. Després de guanyar un premi de cant de l'Ajuntament de Barcelona i el Grand Prix International de Chant de Tolosa el 1955, va fer el seu debut als escenaris l'any següent a València com a Leonora a Il trovatore. Amplià estudis a Itàlia amb Mercè Llopart.
Debutà al Gran Teatre del Liceu el 1957 amb Faust al costat de Manuel Ausensi. Va cantar als principals teatres d'òpera d'Europa, Amèrica i el Japó. Del seu extens repertori cal destacar la interpretació de les obres cabdals de Verdi com Otello, Don Carlo i el Rèquiem; de Richard Strauss com Der Rosenkavalier; de Mozart, Don Giovanni en el paper de Donna Anna; La Bohème, Madama Butterfly, etc.
Va debutar al Metropolitan Opera de Nova York el 10 de desembre de 1973, interpretant el paper de Mimì de La Bohème. En aquell teatre va fer un total de 9 representacions. Va estrenar les òperes Spleen de Xavier Benguerel, Oedipus et Iocasta de Josep Soler i El Caballero Indiscreto de Luis de Pablo, entre d'altres. Va fer també una important carrera com a intèrpret de lied i oratoris i va ser nomenada com a Kammersängerin de la Staatsoper de Berlín i premi al millor intèrpret català. Va acomplir la seva tasca docent al Conservatori de Música de Vila-seca, el Conservatori Superior de Música del Liceu de Barcelona i va col·laborar habitualment a l'Escola d'Òpera de Sabadell.